# Международный день музыки
Междунаро́дный день му́зыки (англ. International Music Day) был учреждён по инициативе Международного музыкального совета (IMC) при ЮНЕСКО, ежегодно отмечается во всём мире 1 октября.
Решение о проведении Международного дня музыки было принято на 15-й Генеральной ассамблее IMC в Лозанне в 1973 году.
30 ноября 1974 года председатель Международного музыкального совета, сэр Иегуди Менухин, и его заместитель Борис Ярустовский обратились к членам IMC с письмом:

Первый Международный день музыки, учреждённый Международным музыкальным советом, в соответствии с резолюцией 15-й Генеральной ассамблеи IMC, прошедшей в Лозанне в 1973 г., будет проведён 1 октября 1975 г.
Цель этого Дня:
— распространение музыкального искусства во всех слоях общества;
— реализация присущих ЮНЕСКО идеалов мира и дружбы между народами, развития культур, обмена опытом и взаимного уважительного отношения к эстетическим ценностям друг друга.

В письме приводится также план музыкальных мероприятий, которые могли бы быть посвящены этому Дню: акцентные концерты; творческие встречи с композиторами, исполнителями, музыковедами; выставки музыкальных инструментов и произведений искусства и фотографий, связанных с музыкой. Полный текст письма опубликован на официальном сайте IMC.